# Hugo Richter
Hugo Richter (ur. 19 maja 1853 we Wrocławiu, zm. w 1937 tamże) – niemiecki ogrodnik i architekt krajobrazu działający we Wrocławiu na przełomie XIX/XX w.

## Życiorys
W zawodzie ogrodnika kształcił się we wrocławskich firmach Carla Krykona i rodziny Mohhauptów. Następnie w latach 1872–1874 odbył studia w Instytucie Ogrodnictwa w Dahlem z oddziałem w Poczdamie. Praktykował następnie jako ogrodnik w rezydencjach i prywatnych firmach w Niemczech, Belgii i Wielkiej Brytanii. Piastował urząd dyrektora ogrodnictwa miejskiego we Wrocławiu od 1891 do przejścia na emeryturę w 1921. Był aktywistą organizacji społecznych: Sekcji Sadowniczo-Ogrodniczej Śląskiego Towarzystwa Kultury Ojczyźnianej, Wrocławskim Towarzystwie Upiększania i śląskim Związku Ogrodników.
Doprowadził do przejęcia przez władze miejskie kilku zabytkowych, ale zaniedbanych parków prywatnych, a następnie ich restauracji: Parku Szczytnickiego, Parku Osobowickiego oraz parku w Świniarach. Z jego inicjatywy i według jego projektów powstały nowe parki we Wrocławiu: Park Południowy, Park Wschodni, Park Dębowy. Oprócz tego wydał pierwsze prace o parkach i zieleńcach wrocławskich.
Dla upamiętnienia jego osoby fragment ścieżki spacerowej z zieleńcami prowadzącej wzdłuż nasypu towarowej obwodnicy kolejowej nazwano Hugo-Richter-Weg. Obecnie jest to ulica Warsztatowa.